# Caritassiedlung Traun
Die Caritassiedlung ist eine Siedlung in der Stadt Traun in Oberösterreich.

## Geografie
Die Siedlung befindet sich im östlichen Teil der Stadtgemeinde und nordwestlich von Sankt Martin. Den Kern der Siedlung bildet heute die Caritasstraße, wo mit der Errichtung von 14 Einheiten auf freiem Feld begonnen wurde und die in den 1950er Jahren als Modellsiedlung fungierte. Diese ursprüngliche Siedlung ist heute in der Verbauung aufgegangen.

## Geschichte
Durch den im heute serbischen Teil der Batschka geborenen Seelsorger Josef Haltmayer (1913–1991), selbst heimatvertrieben und ab 1947 bei der Caritas in Linz als Bischöflicher Kommissar für die Flüchtlingsseelsorge tätig, rückte für die in Österreich gestrandeten Heimatvertriebenen immer mehr deren Aufnahme und Integration in den Vordergrund. Finanziert von internationalen Hilfsprogrammen, wurden den Vertriebenen zinsgünstige Darlehen und Baugrund für den Bau eines Eigenheimes zur Verfügung gestellt, wofür in den frühen 1950er Jahren die Caritassiedlung als Modellsiedlung errichtet wurde. Damit war die Caritassiedlung eine von vier Modellsiedlungen (Kirchfeldsiedlung in Hörsching, Bischof-Rudigier-Siedlung (benannt nach Franz Joseph Rudigier) in Doppl nahe Pasching und Werenfriedsiedlung (benannt nach Pater Werenfried van Straaten) in Linz) mit im Endausbau insgesamt 1.800 Eigenheimen, die sich alle südwestlich um Linz befanden und wo die davor vagabundierenden und in Baracken hausenden Vertriebenen sesshaft gemacht wurden. In der Folge konnten nach diesem Vorbild in Oberösterreich und Salzburg (Amerikanische Zone) zahlreiche Baugründe an Vertriebene vergeben werden. 
Die Häuser der Caritassiedlung bei Traun wurden überwiegend von Donauschwaben errichtet, doch fünf Familien stammten aus dem Böhmerwald. Die Bewohner behielten noch jahrzehntelang ihre mitgebrachten Bräuche bei, etwa schmückten sie an Festtagen ihre Fenster mit Rosmarin, und waren auch Gegenstand der volkskundlichen Feldarbeit.
Nach dem Vorbild der Caritassiedlung in Traun wurde in Elsbethen bei Salzburg eine Caritassiedlung errichtet, die vom UNO-Hochkommissariat als Vorzeigebeispiel für gelungene Integration gelobt wurde.